# Garnisonssjukhuset i Stockholm
För byggnadens moderna historia och nuvarande användning, se Landstingshuset, Stockholm
Garnisonssjukhuset i Stockholm även känt som Allmänna garnisonssjukhuset, var ett militärsjukhus inom svenska armén som verkade i olika former åren 1811–1969. Sjukhuset var beläget på Hantverkargatan 45 på Kungsholmen i Stockholm.

## Historik
Garnisonssjukhuset i Stockholm inrättades 1811. Det inhystes till en början i kasernbyggnader som sedan 1793 tillhörde de lätta dragonerna (från 1806 kallat Livgardet till häst). Den nuvarande byggnaden (idag kallat Landstingshuset) på Hantverkargatan 45 på Kungsholmen, byggdes åren 1816-1834 på samma tomt som de provisoriska lokalerna (kvarteret Asplunden). Byggnaden uppfördes under ledning av en kommitté med kronprins Karl Johan, sedermera kung Karl XIV Johan, som ordförande. 

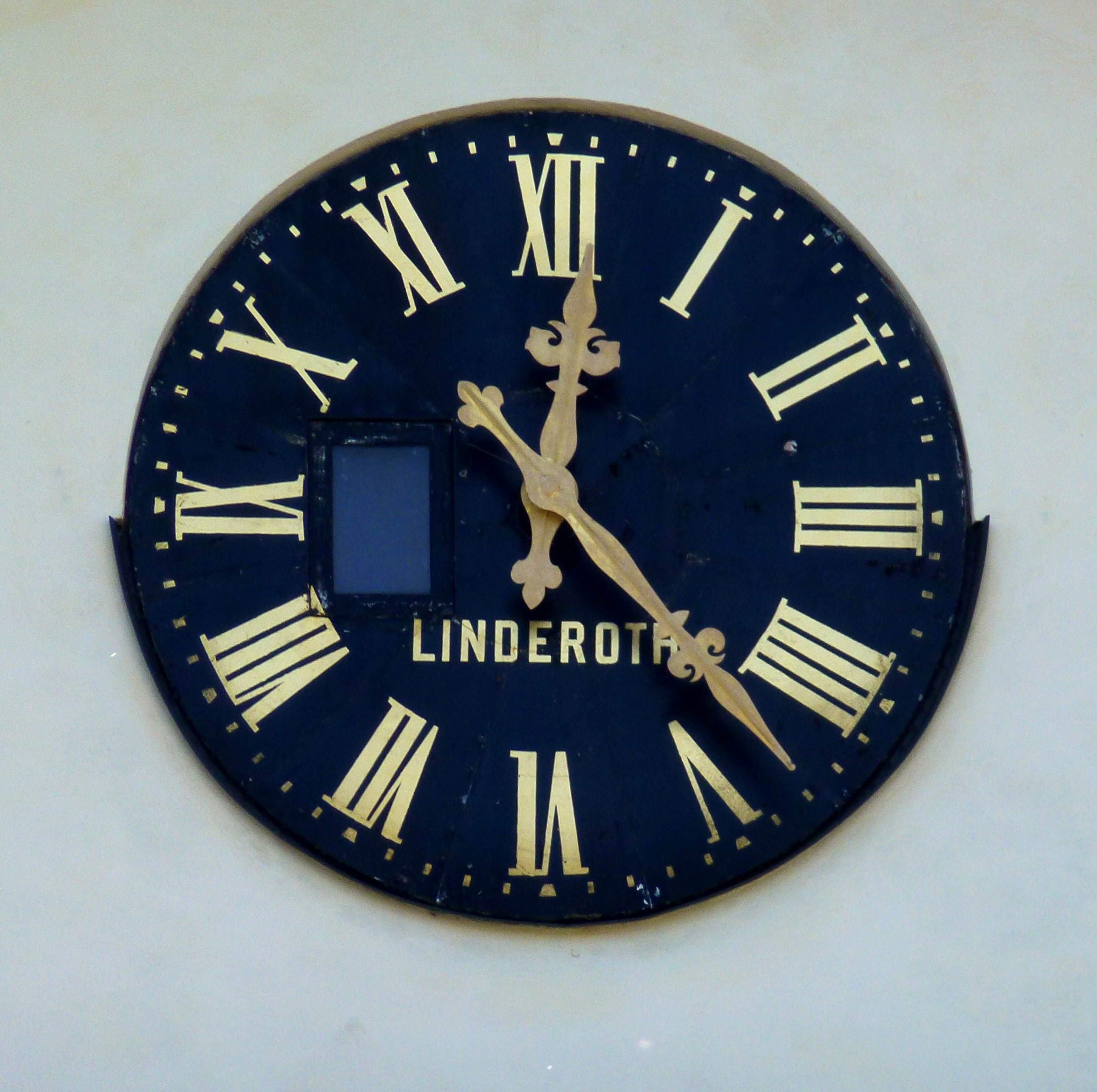
Byggnadsuret är tillverkat av Linderoths urfabrik.

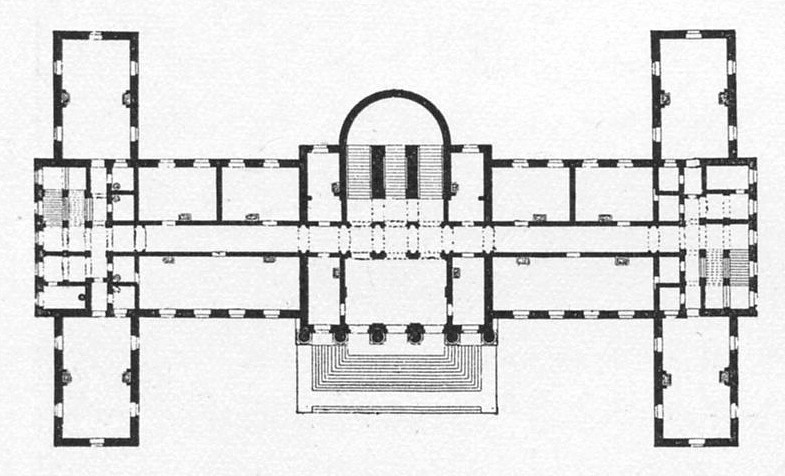
Garnisonssjukhuset planritning från 1897

Platsen valdes bland annat med hänsyn till att det fanns tillgång till rinnande vatten. Norr Mälarstrand var ännu inte anlagd och sjukhustomten hade direkt kontakt med Riddarfjärden. Arkitekt var Carl Christoffer Gjörwell. Garnisonssjukhuset är en av få byggnader i klassicistisk stil i Stockholm. Runt om tomten finns ett gjutjärnsstaket som är smyckat med medicinska symboler och symboler för krigskonst. Staketet ritades år 1837 av arkitekten Johan Adolf Hawerman.
Efter bygget av Göta kanal var sjukhusbygget det största byggprojekt som genomfördes i Sverige under Karl XIV Johans regeringstid. Rikets ständer beviljade medel till bygget, som först var beräknat att kosta omkring 160 000 riksdaler, men blev mer än dubbelt så dyrt.
Sjukhuset var, när det invigdes 1834, Nordens största och modernaste sjukhus. Det hade 430 platser, men kunde i händelse av krig eller farsoter inrymma 600 sjuka. Garnisonssjukhuset hade även till uppgift att utbilda militärläkare och annan sjukvårdspersonal för krigsmakten. Under nästan 100 år tog sjukhuset enbart emot män som bar arméns uniform. Den bestämmelsen avskaffades år 1933.
Sjukhuset bestod av flera stora salar med 20-talet bäddar. Dessutom fanns rum för bland andra underofficerare, patienter med smittsamma sjukdomar och sinnessjuka, samt sjukhuskyrka, apotek och badinrättning.
Sjukhuset lades ned 1969. Den sista patienten lämnade Garnisonssjukhusen den 30 september 1969. Under de sista åren, från 1952, var Garnisonssjukhuset ett annex till S:t Görans sjukhus och fungerade som långvårdssjukhus. Byggnaden byggdes därefter om och används sedan 1971 som Landstingshuset för Stockholms läns landsting.